# Sambal (gastronomia)
Il sambal è una salsa speziata e piccante a base di peperoncini, aglio o scalogno, pasta di gamberetti, zenzero, zucchero di palma, succo di lime.
Originaria dell'Indonesia e della Malaysia, ne esistono numerose varianti tra cui:
- Sambal bajak: peperoncini fritti nell'olio, aglio
- Sambal belacan (Malaysia): peperoncini fritti con una salsa a base di gamberetti.
- Sambal dabo-dabo (Sulawesi): peperoncini e pomodoro fresco
- Sambal manis: peperoncini, cipolle e zucchero
- Sambal terasi (Giava): peperoncini, terasi (a base di gamberetti)
- Sambal ulek o Sambal oèlek (Giava): peperoncini, sale.

## Storia
Il sambal è spesso descritto come un condimento (relish) indonesiano caldo e speziato. Tuttavia, il suo ingrediente principale, il peperoncino, non è originario del Sud-Est asiatico, ma delle Americhe. Le varianti comuni utilizzate nelle ricette sambal includono il pepe di cayenna e il peperoncino thai (entrambe varietà di Capsicum annuum). Queste varianti sono originarie dell'emisfero occidentale e furono introdotte nell'arcipelago indonesiano nel XVI secolo da marinai portoghesi e spagnoli durante il cosiddetto scambio colombiano.
I ricercatori fanno notare che le popolazioni Nusantrana del sud-est asiatico avevano già familiarità con un tipo di condimento piccante e speziato prima del XVI secolo. Una spezia piccante chiamata cabya era diventata un bene prezioso nel mercato giavanese già nell'epoca dell'antico regno di Mataram, intorno al X secolo.
Un manoscritto giavanese del XIV secolo (chiamato Nagarakretagama) menziona "l'isola di Lombok Mirah" (oggi identificata come Lombok), come area di produzione di una spezia chiamata lombok rosso. Nel giavanese moderno di oggi, il termine lombok significa "peperoncino", ma probabilmente il termine originariamente indicava a una spezia piccante nativa in uso prima dell'introduzione del peperoncino. I termini delle lingue indonesiane per "peperoncino" sono cabai o cabe, ma la parola cabya è menzionata in diverse iscrizioni e testi antichi trovati a Giava a partire dal X secolo d.C. Cabya è in realtà un riferimento al pepe lungo giavanese o al pepe lungo balinese (Piper retrofractum).